# Ute Bonde

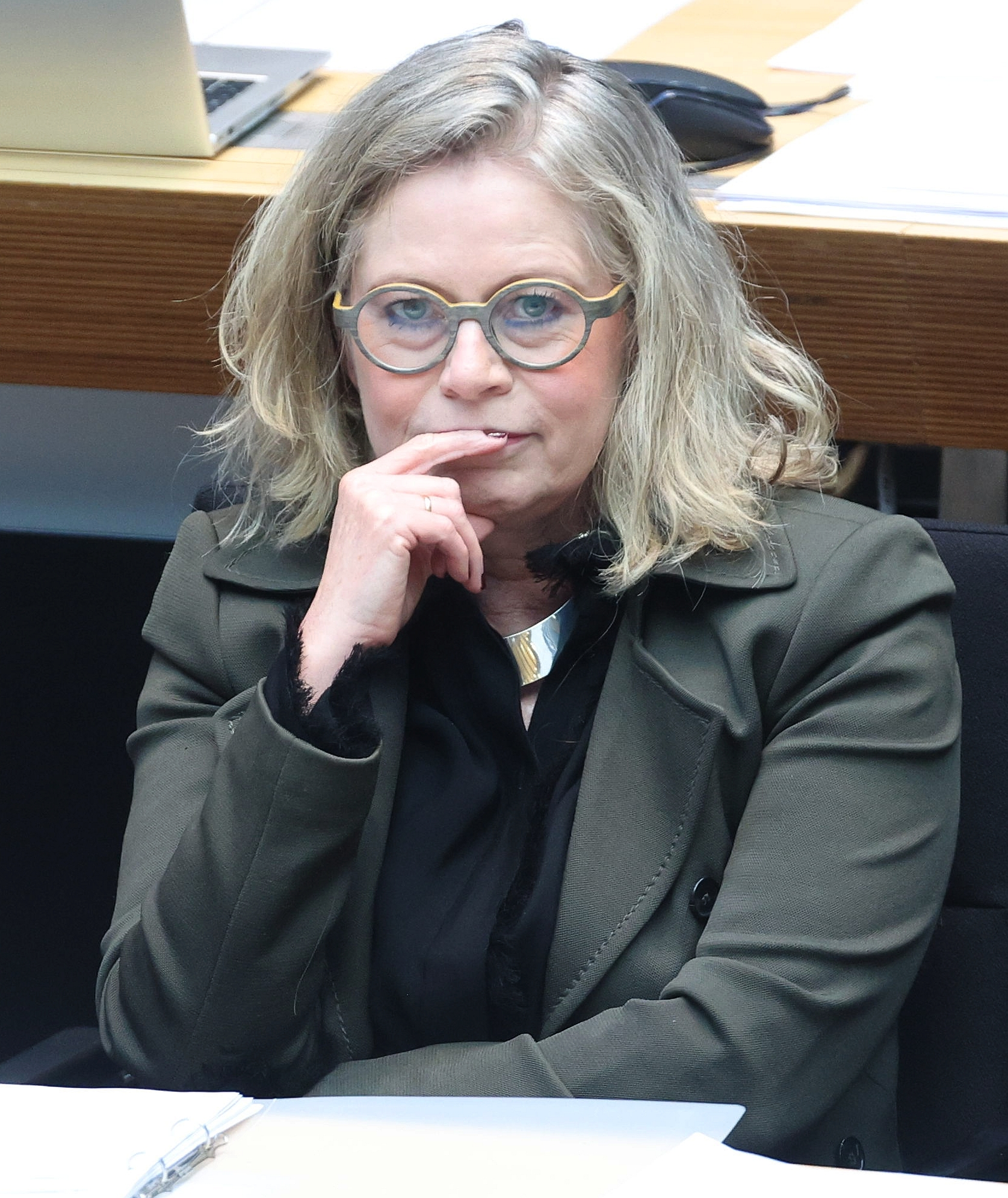
Ute Bonde (2024)

Ute Bonde (* 9. März 1967 in Aachen) ist eine deutsche Politikerin (CDU). Sie ist seit dem 23. Mai 2024 Senatorin für Mobilität, Verkehr, Klimaschutz und Umwelt von Berlin.

## Werdegang
Bonde wuchs in Aachen auf und studierte von 1986 bis 1991 Rechtswissenschaften an der Rheinischen Friedrich-Wilhelms-Universität in Bonn. Anschließend absolvierte sie bis 1995 ihr Referendariat beim Landgericht Köln.
1995 ging Bonde nach Berlin, zunächst in die Senatsverwaltung für Finanzen, ab 2005 arbeitete sie in der Senatsverwaltung für Wirtschaft, Technologie und Frauen. 2009 wechselte sie zu den Berliner Verkehrsbetrieben (BVG) und wurde Leiterin der Rechtsabteilung. Parallel war Bonde von 2013 bis 2015 Geschäftsführerin der Berlinwasser Beteiligungs GmbH. Ab 2015 war Bonde Geschäftsführerin Finanzen der Berliner Verkehrsbetriebe Projekt GmbH und war für den Bau der Verlängerung der U-Bahn-Linie U5 zwischen den Bahnhöfen Alexanderplatz und Brandenburger Tor verantwortlich. Ab 2019 war sie als Prokuristin bei der BVG tätig.
Im Vorfeld der Abgeordnetenhauswahl 2021 berief Kai Wegner, Spitzenkandidat der CDU, Ute Bonde als „mögliche Verkehrssenatorin“ in sein als „Berlin-Team“ bezeichnetes Schattenkabinett. Zum 1. Mai 2023 wechselte sie als Geschäftsführerin zum Verkehrsverbund Berlin-Brandenburg und folgte damit auf Susanne Henckel, die als Staatssekretärin ins Bundesverkehrsministerium gewechselt war. Als VBB-Geschäftsführerin brachte sich Bonde aktiv in verkehrspolitische Debatten Berlins ein, u. a. warb sie aktiv für den Bau einer Magnetschwebebahn vom Typ Transport System Bögl im Nordosten Berlins. Für den Vorschlag erhielt sie jedoch abseits ihrer eigener Partei nur wenig Zuspruch, zudem wurde ihr Werben als Lobbyismus kritisiert.
Nach dem Rücktritt von Manja Schreiner wurde Bonde am 23. Mai 2024 als Senatorin für Mobilität, Verkehr, Klimaschutz und Umwelt des Senats Wegner vereidigt.
Ute Bonde ist verheiratet, hat drei Kinder und lebt in Berlin-Westend.

## Kritik
Anlässlich ihres 100. Tages im Amt als Senatorin im August 2024 kritisierte der Bund für Umwelt und Naturschutz Deutschland, dass Bonde bisher kaum sichtbar agiert habe und unklar sei, in welche Richtung ihre Politik ziele. Der BUND bemängelte, dass Bonde sich bei wichtigen Themen wie dem Natur- und Artenschutz zurückhalte, sich zu wenig für umweltfreundliche Maßnahmen wie den Radwegebau einsetze, stattdessen umstrittene Autoprojekte wie die Tangentiale Verbindung Ost fördere und auf Mittelkürzungen bei der BVG nicht öffentlich reagiert habe. Der BUND forderte zudem, dass Bonde dringend für eine ausreichende Finanzierung des Berliner Energie- und Klimaschutzprogramms sorgen müsse.